# Thomson-Houston Electric Company
De Thomson-Houston Electric Company werd in 1883 opgericht toen een groep investeerders uit Lynn (waaronder Charles Coffin) het gezamenlijke bedrijfje van Elihu Thomson en Edwin Houston, de American Electric Company, overnam van hun New Britain investeerders. Na de overname werden alle bedrijfsactiviteiten verplaatst naar Lynn, Massachusetts, in een nieuw gebouw aan de Western Avenue.
De dagelijkse leiding werd uitgevoerd door Coffin, die ook de financiën, marketing en de sales deed. Edwin Rice werd aangetrokken om de productiefaciliteiten te organiseren, terwijl technisch genie Elihu Thomson de ontwerpafdeling runde. (Houston vertrok kort na de oprichting om zijn oude baan als docent te hervatten).
Hoewel het bedrijf maar negen jaar heeft bestaan, wist het uit te groeien tot een mondiale onderneming met een omzet van tien miljoen dollar en 4000 werknemers in 1892. In 1884 werd de Thomson-Houston International Company opgericht, ter promotie van de internationale verkoopactiviteiten.
In 1889 werd het door Charles F. Brush opgerichte bedrijf Brush Electric Company uitgekocht om zo een eind te maken aan de patentverschillen tussen beide bedrijven. Tevens verkreeg het op deze wijze de gloeilamp-patenten van de Swan Incandescent Light Company dat deel uitmaakte van de Brush Electric Company. In 1892 fuseerde het bedrijf met de Edison General Electric Company tot General Electric.